# CM TOYS
CM TOYS, 또는 창명은 대한민국의 자동차 모형의 제조 및 판매를 담당하는 기업이다. 

## 역사
1990년대 초반에 크로바완구에서 도색 작업을 하던 직원 일부가 빠져나와 창명도장이라는 페인트 제조 기업으로 창립한 것이 시초이다. 모형차 생산은 1993년부터 개시하였고, 공장을 중국 등의 국가로 옮긴 다른 회사들과 달리 오직 대한민국 내에서만 생산하였다. 초창기에는 앞 타이어 쪽에 서스펜션을 적용하거나 앞좌석에 등받이 기능을 적용하기도 하였다. 2000년대 초반에는 IMF 여파로 다른 회사들의 입지가 약해진 틈을 타 성장하여 대한민국의 대표적인 자동차 모형 회사로 거듭났으며, 2000년대 중반까지 전성기를 누렸다. 2000년대 후반 이후에는 다른 브랜드들의 재도약과 여러 브랜드들의 등장으로 인해 입지가 떨어졌으며, 2014년에 마지막 신제품을 내놓은 후 그 어떠한 신제품도 개발하고 있지 않다. 